# آرامگاه‌های شیای غربی

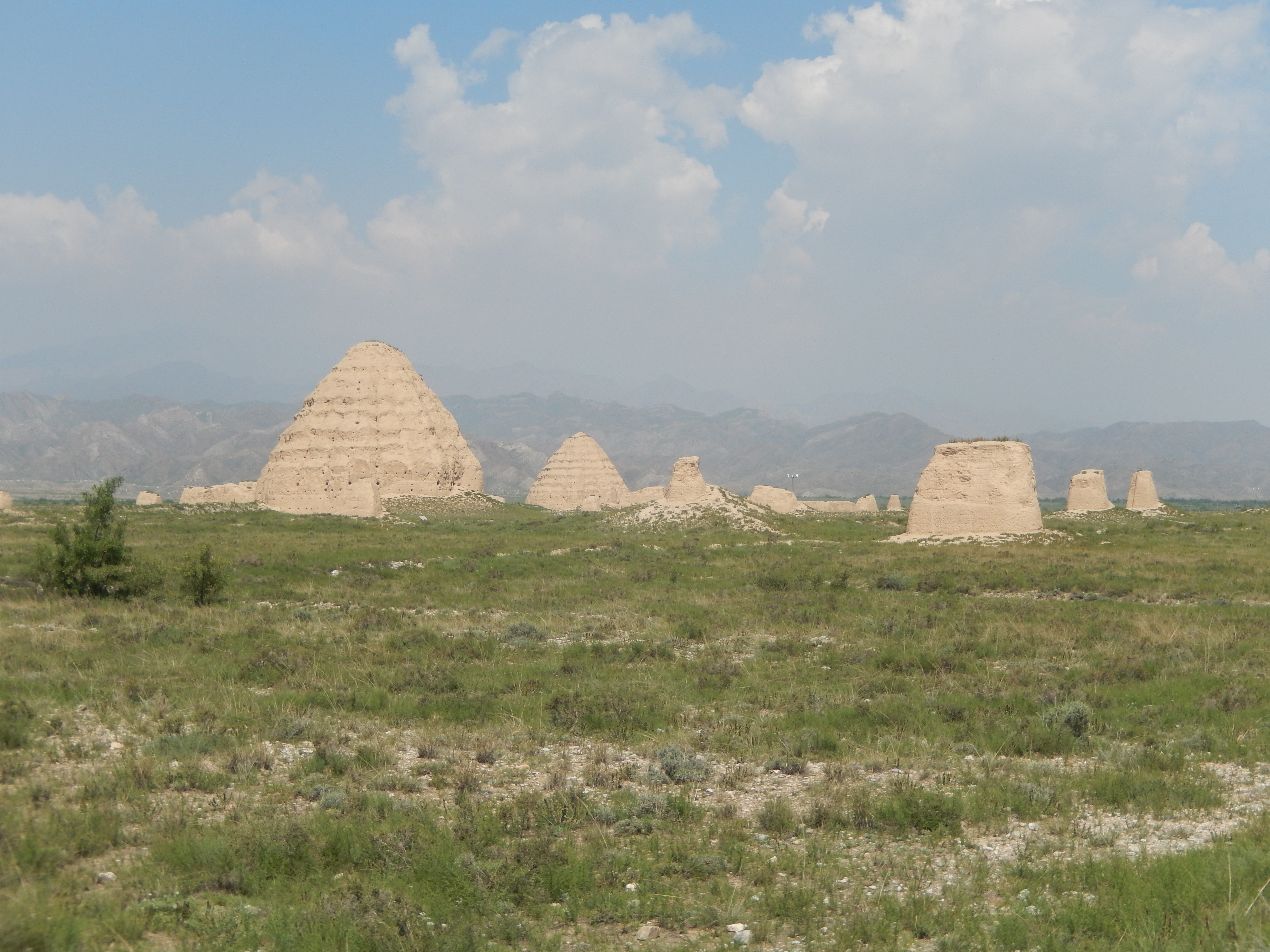
آرامگاه‌های شماره ۱ و ۲

آرامگاه‌های شیای غربی در منطقه‌ای به وسعت حدود ۵۰ کیلومتر مربع (۱۹ مایل مربع) در دامنه کوه‌های هلان در نینگ‌شیا در شمال غربی چین قرار دارند. این مجموعه شامل نه آرامگاه یادمانی امپراتوری و ۲۵۰ آرامگاه از بستگان و مقامات سلطنتی شیای باختری است. این مجموعه آرامگاهی در حدود ۴۰ کیلومتر (۲۵ مایل) غرب پایتخت شیای غربی، یعنی Xingqing fu یا Xingqing، قرار دارد که امروزه یینچوان، پایتخت نینگ‌شیا است.
تا کنون حدود ۱۷٬۰۰۰ متر مربع (۱۸۰٬۰۰۰ فوت مربع) از این محوطه کاوش شده است و تلاش‌هایی برای حفاظت و نگهداری از بقایای این دوره کم‌تر شناخته‌شده در حال انجام است.

## تاریخچه
سلسله شیای باختری از سال ۱۰۳۸ تا ۱۲۲۷ میلادی وجود داشت و در نهایت توسط چنگیز خان و مغولان فتح شد. این امپراتوری توسط قوم تانگوت‌ها بنیان نهاده شد، که اطلاعات زیادی از آن در دست نیست. از میان کاوش‌های انجام‌شده، تنها آرامگاه شماره ۳ به‌طور کامل مورد بررسی و پژوهش قرار گرفته است. این آرامگاه که به نخستین امپراتور شیای غربی، جینگ‌زونگ (لی یوان‌هاو، ۱۰۰۳–۱۰۴۸ میلادی) نسبت داده می‌شود، به‌عنوان سازه‌ای با ترکیبی از سبک‌های آرامگاهی و معبدی و دارای ویژگی‌های بودایی شناسایی شده است.
پایتخت شیای غربی و مجموعه آرامگاهی آن در اکتشافات اوایل قرن بیستم در آسیای مرکزی، توسط افرادی مانند Pyotr Kozlov، اورل اشتاین و سون هدین شناسایی نشد. در دوران مدرن، نخستین گزارش از این مکان توسط Wulf-Dieter Graf zu Castell ارائه شد که در سال ۱۹۳۸ عکسی هوایی از این مجموعه را در کتاب خود با نام Chinaflug منتشر کرد.

## آرامگاه‌های امپراتوری

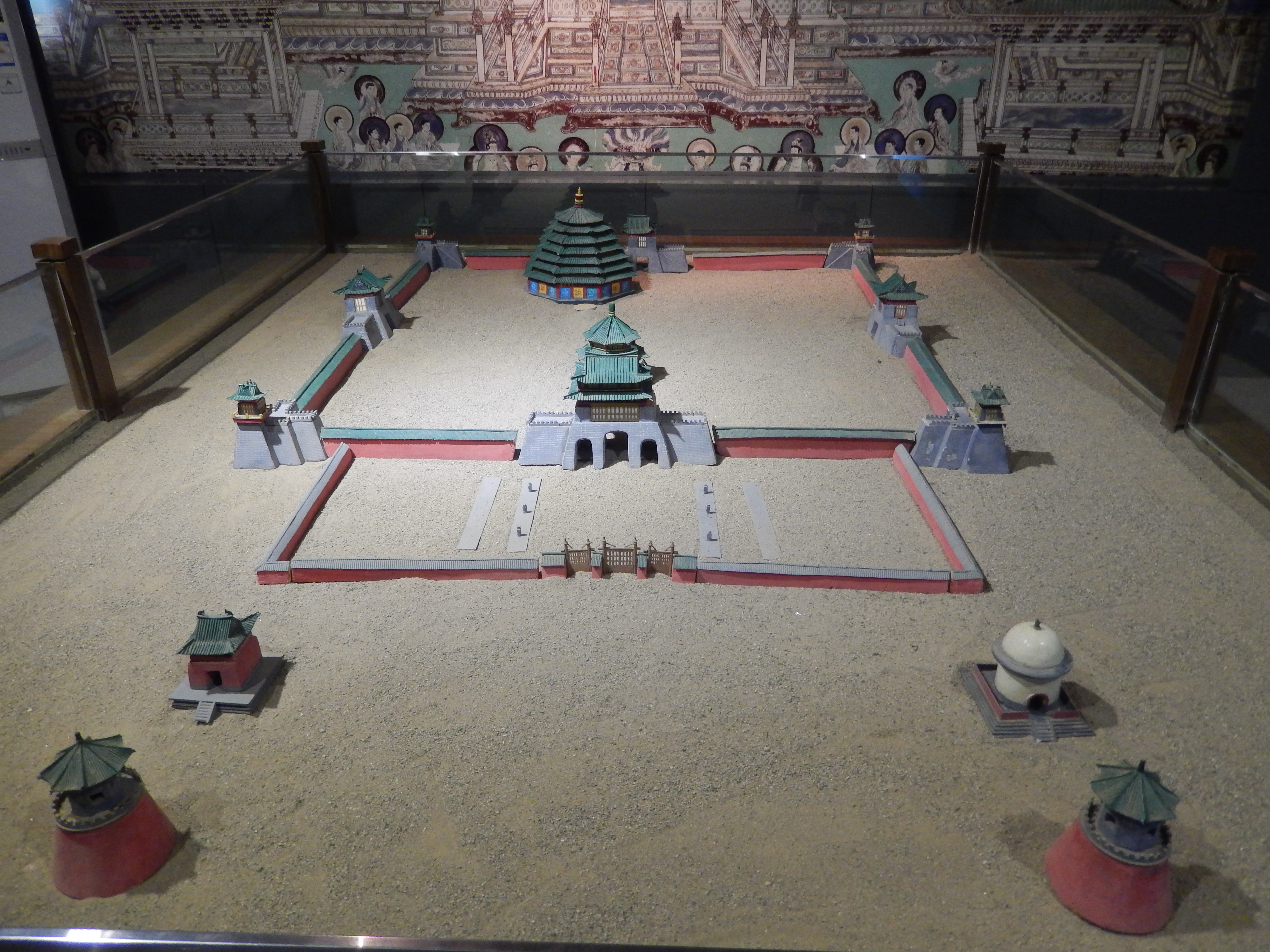
بازسازی آرامگاه شماره ۳

محدوده‌ای که آرامگاه‌های شیای غربی را دربرمی‌گیرد، از جنوب غربی تا شمال شرقی در حاشیه شرقی کوه‌های هلان امتداد دارد و حدود ۱۲ کیلومتر طول و تا ۲٫۵ کیلومتر عرض دارد. نه آرامگاه امپراتوری در مسیری از جنوب به شمال به طول تقریبی ۱۰ کیلومتر قرار گرفته‌اند، به‌طوری که امپراتوران اولیه در جنوب و امپراتوران متأخرتر در شمال دفن شده‌اند.
هر آرامگاه دارای ساختاری مشابه است (نگاه کنید به نقشه آرامگاه شماره ۲ در زیر). به‌طور کلی، این ساختار شامل دیوار محوطه بیرونی (waicheng 外城) با یک جفت برج دروازه‌ای (quetai 鵲臺) در قسمت جنوبی است. پس از آن، یک یا چند غرفه (معمولاً دو غرفه) برای استقرار سنگ‌نوشته‌های یادبود (beiting 碑亭) قرار دارد. در بخش داخلی، یک باربیکان مستطیلی (yuecheng 月城) در مقابل ورودی قرار گرفته است. حیاط داخلی (lingcheng 陵城) که شکلی مربع یا مستطیل دارد، دارای برج‌های مراقبت (jiaoque 角闕) در چهار گوشه خود است.
تپه تدفینی اصلی که محل دفن امپراتور است، از خاک کوبیده ساخته شده و به‌صورت نامتقارن در گوشه شمال غربی محوطه داخلی قرار دارد. این تپه‌ها تا ۳۰ متر عرض و ۲۳ متر ارتفاع دارند. شواهدی از حفره‌هایی در این تپه‌ها وجود دارد که احتمالاً برای استقرار تیرهای چوبی استفاده می‌شدند. همچنین، به دلیل کشف تعداد زیادی کاشی در هر آرامگاه، اعتقاد بر این است که تپه‌های تدفینی در گذشته بخشی از سازه‌های معماری عظیم‌تری بوده‌اند که با آجر پوشیده شده و دارای بام‌های سفالین و تزئینات مجسمه‌ای در هر سطح بوده‌اند.